# 오크니차

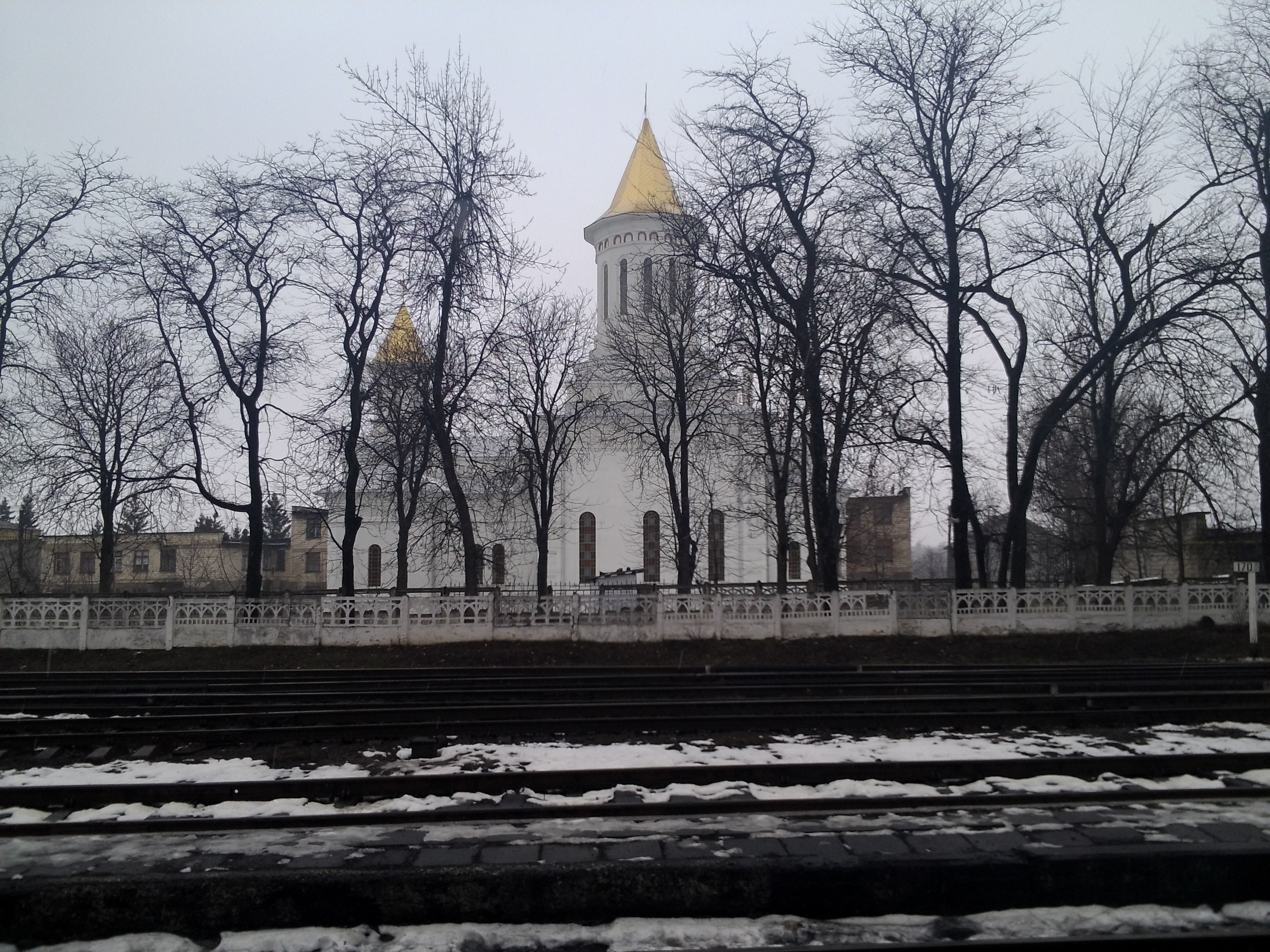

오크니차(루마니아어: Ocnița)는 몰도바의 도시로 오크니차 구의 행정 중심지이며 높이는 259m, 인구는 18,423명(2012년 기준)이다.